# Berg-Nubiërs
De Berg-Nubiërs, ook wel Kordofan-Nubiërs (Berg-Nubisch: Ajang) zijn een groep Nubische volkeren die in het noordelijke Noeba-gebergte in de staat Zuid-Kordofan, Soedan, wonen. Ze spreken de Berg-Nubische talen. Ondanks hun verspreide aanwezigheid en taalverscheidenheid noemen ze zichzelf allemaal Ajang en hun taal Ajangwe, de "Ajang-taal".

## Oorsprong
Volgens de Canadese taalkundige Robin Thelwall kwamen de Berg-Nubiërs, gezien hun taalverschillen, waarschijnlijk niet vanuit Nubië naar het Noeba-gebergte. In plaats daarvan bereikten ze het Nuba-gebergte waarschijnlijk tijdens de vroegste Nubische migraties vanuit centraal-Kordofan. Joseph Greenberg gelooft dat de splitsing tussen Berg- en Nijl-Nubische talen tenminstens 2.500 jaar geleden moet hebben plaatsgevonden, dat wil zeggen voor de migratie van de Nijl-Nubiërs naar de Nijlvallei.

## Volksgroepen
De databank van het Joshua Project vernoemt de volgende Berg-Nubische volksgroepen:
- Kadaru: 27.000
- Kadaru, gearabiseerd: 52.000
- Dair, Thaminyi: 3.000
- Delen, Warki: 13.000
- Dilling, gearabiseerd: 84.000
- Garko, Kithonirishe: 32.000
- Wali: 19.000
- Wali, gearabiseerd: 58.000